# Marie Kleofášova
Svatá Marie Kleofášova, nebo též Alfeova byla jednou z žen, které stály dle nového zákona pod křížem při Ježíšově ukřižování. Byla manželkou sv. Kleofáše. Katolická i pravoslavná církev ji uctívá jako světici.

## Život

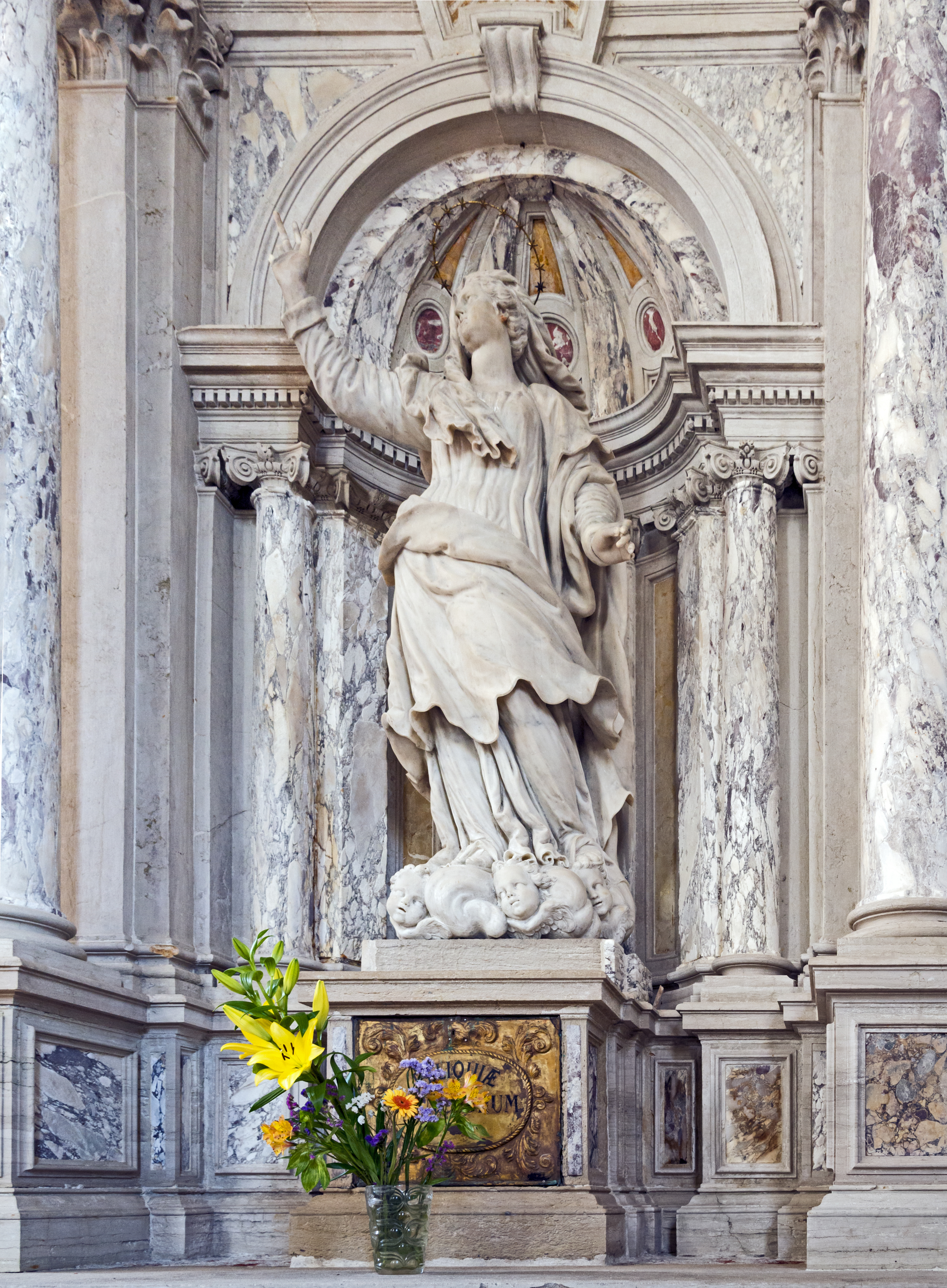
Socha sv. Marie Kleofášovy v Benátkách

Patřila ke skupině blízkých stoupenců Ježíše Krista a byla matkou jeho tří učedníků: sv. Jakuba Mladšího, sv. Judy Tadeáše a sv. Šimona. Je známo, že sloužila Ježíšovi během jeho pobytu v Galileji.
Spolu s Pannou Marií a sv. Marií Magdalenou stála u kříže a byla svědkem Kristova umučení. Několik dní po uložení Kristova těla do hrobky ve skále se spolu se sv. Marií Magdalenou přišly ke hrobu podívat. Když však přišly ke hrobu shledaly, že je otevřen. Když vešly dovnitř, uviděly prázdné pohřební plátno. Dále uviděly anděla, který jim řekl o Kristově vzkříšení z mrtvých. Ihned spěchaly k apoštolům, aby jim tuto zprávu zvěstovaly. Ti se ihned k hrobu běželi podívat sami.
Existuje možnost, že ona byla tím druhým učedníkem kráčejícím s Kleofášem (pak tedy svým manželem) do Emauz v Lukášovi 24 a že když zvali nepoznaného Pána Ježíše „aby s nimi zůstal“, jednalo se o pozvání do jejich domova.

## Úcta
Katolická církev ctí její památku 24. dubna, pravoslavné církve 23. května.

### Externí odkazy

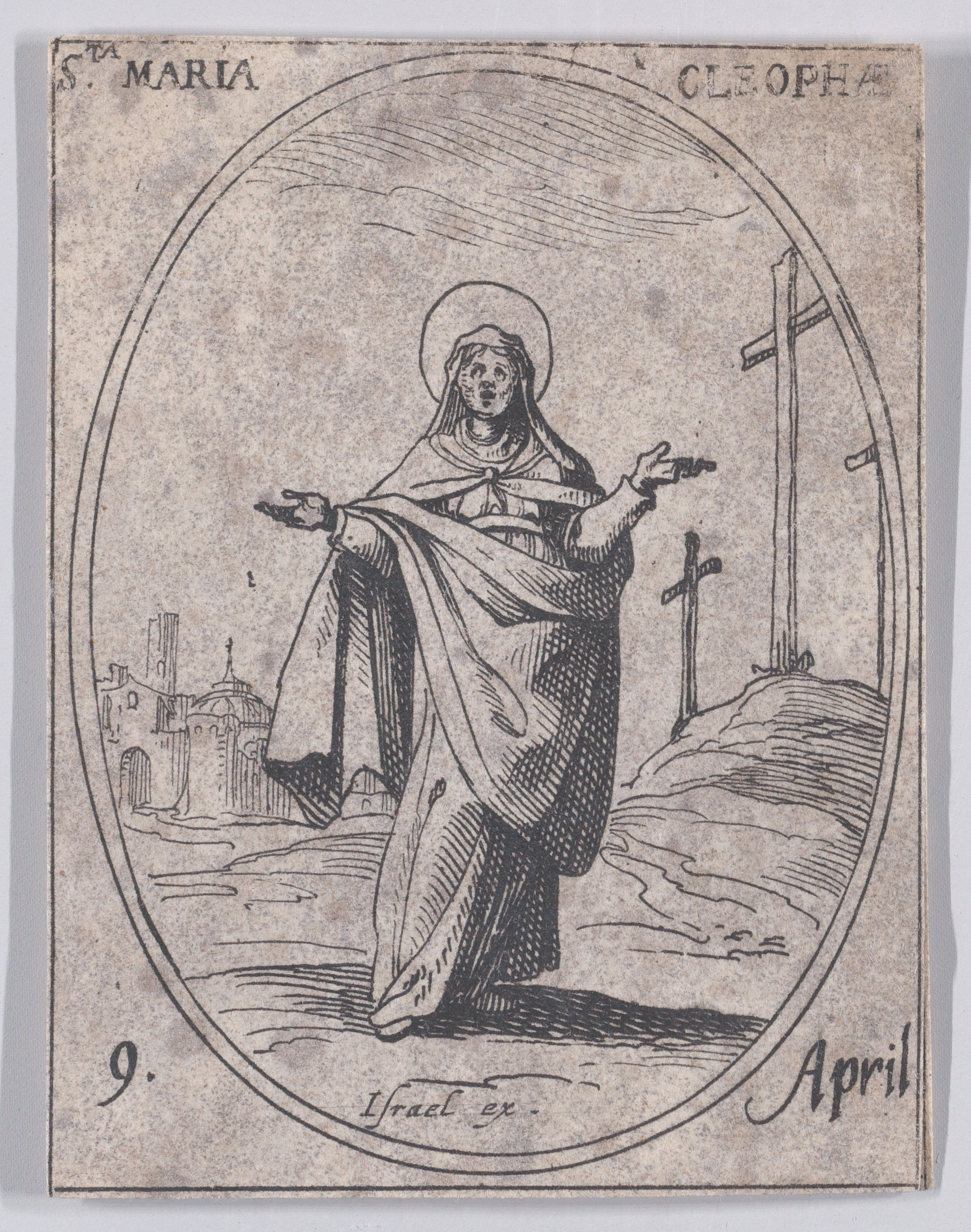
Malba sv. Marie Kleofášovy